# Orlin Norris
Orlin Norris est un boxeur américain né le 4 octobre 1965 à Lubbock, Texas.

## Carrière
Vainqueur des Golden Gloves et champion des États-Unis amateur en 1986 dans la catégorie poids lourds, il passe professionnel la même année et s'empare du titre nord américain NABF le 25 novembre 1987 aux dépens de Larry Alexander. Il conserve cette ceinture 6 fois avant d'être battu par Bert Cooper le 17 février 1990.
Norris remporte à nouveau le ceinture NABF en 1991 et se voit offrir une chance mondiale deux ans plus tard au moment d'affronter à Paris l'Argentin Marcelo Victor Figueroa pour le titre de champion WBA des lourds-légers. Il l'emporte le 6 novembre 1993 par arrêt de l'arbitre au 6e round puis conserve cette ceinture face à Arthur Williams (2 fois), James Heath et Adolpho Washington avant de perdre par KO à la 8e reprise contre son compatriote Nate Miller le 22 juillet 1995.
Il est également le frère du boxeur Terry Norris, multiple champion du monde en Poids super-welters.